# Autoestrada A9 (Itália)
A Autoestrada A9 (também conhecida como Autostrada dei Laghi, assim como a A8) é uma autoestrada no norte da Itália que conecta Linate, na região metropolitana de Milão, a Chiasso, em Como. 

## História
Na década de 1920, o engenheiro italiano Piero Puricelli foi um dos pioneiros mundiais do conceito de autoestrada, ou seja, uma via reservada ao tráfego expresso, pontuada por pedágios que cobririam os custos de construção e manutenção. Em 1921, Puricelli declarou esta ideia uma "utilidade pública" e, como consequência, o projeto pôde ser utilizado.
Em 21 de setembro de 1924 é inaugurado em Linate o primeiro trecho (Milão-Varese) da que se converteria na Autostrada dei Laghi (Autoestrada dos Lagos, em italiano), formada pela A8 e pela A9. Ela foi também a primeira autoestrada com pedágio da Itália, e a segunda no mundo, atrás da AVUS de Berlim. O trecho que hoje corresponde à A9 foi inaugurado em 28 de junho de 1925, como um segundo trecho da Autoestrada dos Lagos. Sua construção custou, à época, 57 milhões de liras.
Hoje a autoestrada começa com o nome de A8 em Milão, mas se divide em duas ao passar por Linate: em direção a Varese continua com o mesmo nome, mas muda para A9 quando em direção a Como. Possui grande importância logística, pois serve como conexão para a maioria das mercadorias que saem da zona de Milão e vão para o norte da Europa.

## Rota
| LINATE - COMO - CHIASSO Autostrada dei Laghi |                                                                        |                    |      |           |                  |
| Tipo                                         | Saída                                                                  | align="center"↓km↓ | ↑km↑ | Província | Estrada Europeia |
|                                              | Milano - Varese                                                        | 10,3               | 31,5 | MI        |                  |
|                                              | Origgio-Uboldo                                                         | 14,0               | -    | VA        |                  |
|                                              | Saronno                                                                | 15,7               | 26,1 | VA        |                  |
|                                              | Turate                                                                 | 19,0               | 22,8 | CO        |                  |
|                                              | Lomazzo Sud (1)                                                        | 23,7               | -    | CO        |                  |
|                                              | Lomazzo Nord                                                           | 25,4               | 16,4 | CO        |                  |
|                                              | Area Servizio "Lario"                                                  | 27,6               | 14,2 | CO        |                  |
|                                              | Fino Mornasco ( pedágio € 0,70 somente na entrada e na saída de Milão) | 29,8               | 12,0 | CO        |                  |
|                                              | Barriera Como Grandate pedágio € 2,20                                  | 33,0               | 8,8  | CO        |                  |
|                                              | Como                                                                   | 33,8               | 9,0  | CO        |                  |
|                                              | Como Monte Olimpino (2)                                                | 39,4               | -    | CO        |                  |
|                                              | Lago di Como (3)                                                       | 41,1               | 0,7  | CO        |                  |
|                                              | Dogana di Como Brogeda Area Ristoro "Brogeda" Fronteira - Suíça        | 41,8               | 0,0  | CO        |                  |
|                                              | Lugano Chiasso - San Gottardo - San Bernardino                         | -                  | -    | TI        |                  |

(1) interconexão parcial (entrada somente para norte, saída apenas para sul)

(2) liberação parcial (saída apenas norte)

(3) saída em ambas as direções e entrada única na direção de Milão